# トルビジョン・ホルムシュテット
トルビジョン・ホルムシュテット（Torbjon Holmstedt、1956年4月15日 - ）は、スウェーデンのレーシングドライバー。

## 経歴
1995年からレース活動を行っており、スウェーデンツーリングカー選手権(STCC)に1996年からBMW・M3で参戦し、1999年まで参戦した。2002年からはスウェーデンGT選手権に参戦し、翌年同レースのシリーズチャンピオンを獲得した。その後もフェラーリ・430やアストンマーチン・ヴァンテージなどのマシンを駆り、2012年まで活躍した。